# Elezioni generali in Nuova Zelanda del 2023
Le elezioni generali in Nuova Zelanda del 2023 si tennero il 14 ottobre per il rinnovo della Camera dei rappresentanti, il parlamento del Paese.
Esse hanno visto una solida vittoria del Partito Nazionale e del suo blocco di centro-destra che, ottenendo la maggioranza dei suffragi e dei seggi, è contestualmente riuscito a scalzare il Partito Laburista dal potere. Quest’ultimo, difatti, in controtendenza al suo blocco di centro-sinistra (che invece ha visto crescere, seppur di poco, i propri consensi), ha subìto un tracollo decisivo, perdendo la maggioranza assoluta ottenuta nella scorsa tornata elettorale, ma rimanendo comunque il secondo partito più grande in assemblea.

## Sistema elettorale
Per l’elezione della Camera dei Rappresentanti, la legge elettorale prevede un  utilizza un sistema elettorale misto. Nei fatti, ogni elettore ha la possibilità di esprimere due voti:
- Uno per un partito politico (il cosiddetto “voto di partito”), che determina l’assegnazione di 48 seggi secondo un sistema proporzionale a lista di partito con soglia di sbarramento al 5%;

- Un altro, invece, per un candidato locale presente nel proprio collegio (il cosiddetto “voto dell'elettorato”), che determina l’assegnazione della maggioranza dei seggi (72), secondo un sistema maggioritario secco, attuato in altrettanti collegi uninominali.

In seguito, la sommatoria dei risultati determina il peso politico, in termini di seggi, di ciascuna formazione.
Qualora un partito ottenga, nella parte proporzionale, più voti rispetto ai seggi a cui avrebbe diritto, la legge elettorale prevede una forma di compensazione tramite i cosiddetti “seggi compensativi”.
Ultima peculiarità del sistema, infine, è la presenza di 7 specifiche circoscrizioni elettorali dedicate alla popolazione Māori, particolarmente presente nella demografia del paese.

## Risultati
| Liste                                      | Nazionale | Nazionale | Nazionale | Circoscrizionale | Circoscrizionale | Circoscrizionale | Totale seggi |  |
| Liste                                      | Voti      | %         | Seggi     | Voti             | %                | Seggi            | Totale seggi |  |
| ------------------------------------------ | --------- | --------- | --------- | ---------------- | ---------------- | ---------------- | ------------ |  |
| Partito Nazionale della Nuova Zelanda (NP) | 1 085 016 | 38,06     | 5         | 1 191 199        | 43,45            | 43               | 48           |  |
| Partito Laburista della Nuova Zelanda (LP) | 767 236   | 26,92     | 17        | 856 178          | 31,23            | 17               | 34           |  |
| Partito Verde della Nuova Zelanda (GP)     | 330 883   | 11,61     | 12        | 226 530          | 8,26             | 3                | 15           |  |
| ACT New Zealand (ACT)                      | 246 409   | 8,64      | 9         | 149 471          | 5,45             | 2                | 11           |  |
| New Zealand First (NZF)                    | 173 425   | 6,08      | 8         | 76 737           | 2,80             | —                | 8            |  |
| Partito Maori (TPM)                        | 87 973    | 3,09      | —         | 106 589          | 3,89             | 6                | 6            |  |
| Partito delle Opportunità (TOP)            | 63 330    | 2,22      | —         | 27 977           | 1,02             | —                | —            |  |
| Altri (<2,20% N. - 1,00 C.)                | 96 255    | 3,38      | —         | 72 491           | 2,64             | —                | —            |  |
| Indipendenti (IND)                         | 0         | 0,00      | —         | 34 277           | 1,25             | —                | —            |  |
| Totale                                     | 2 850 527 | 100       | 51        | 2 741 449        | 100              | 71               | 122          |  |
|                                            |           |           |           |                  |                  |                  |              |  |
| Schede nulle                               | 32 898    | 1,14      |           | 39 607           | 1,42             |                  |              |  |
| Votanti                                    | 2 883 412 | 78,18     |           | 2 781 056        | 75,40            |                  |              |  |
| Elettori                                   | 3 688 262 |           |           | 3 688 262        |                  |                  |              |  |

| Riepilogo dei seggi (+/- elezioni 2020) | Riepilogo dei seggi (+/- elezioni 2020) | Riepilogo dei seggi (+/- elezioni 2020) | Riepilogo dei seggi (+/- elezioni 2020) | Riepilogo dei seggi (+/- elezioni 2020) | Riepilogo dei seggi (+/- elezioni 2020) | Riepilogo dei seggi (+/- elezioni 2020) |
| --------------------------------------- | --------------------------------------- | --------------------------------------- | --------------------------------------- | --------------------------------------- | --------------------------------------- | --------------------------------------- |
|                                         |                                         |                                         |                                         |                                         |                                         |                                         |
| NZLP                                    | 34                                      | ▼ 31                                    |                                         | GPOANZ                                  | 15                                      | ▲ 5                                     |
| TPM/MP                                  | 6                                       | ▲ 4                                     |                                         | NZF                                     | 8                                       | ▲ 8                                     |
| ACT                                     | 11                                      | ▲ 1                                     |                                         | NZNP                                    | 48                                      | ▲ 15                                    |